# Promerycochoerus
Il promericochero (gen. Promerycochoerus) è un mammifero artiodattilo estinto, appartenente agli oreodonti. Visse tra l'Oligocene superiore e il Miocene inferiore (circa 26 - 20 milioni di anni fa) e i suoi resti fossili sono stati ritrovati in Nordamerica.

## Descrizione
Questo animale possedeva un corpo robusto e voluminoso, a forma di botte, e poteva superare di poco un metro di lunghezza. Le zampe erano corte e massicce, e in generale l'aspetto di Promerycocherus doveva assomigliare a quello di un piccolo ippopotamo. Alcune specie di questo animale, come P. carrikeri, possedevano un muso simile a quello di un maiale, mentre altre (ad esempio P. superbus) erano dotate di un lungo muso probabilmente dotato di una corta proboscide simile a quella dei tapiri. 
Il cranio di Promerycochoerus era massiccio, e spesso era brachicefalo a causa dell'estremo allargamento delle arcate zigomatiche, che conferivano una notevole larghezza all'intera testa nell'animale in vita. La scatola cranica era sormontata da un'alta cresta sagittale, che forniva un grande punto di inserzione per potenti muscoli masticatori. Le ossa frontali erano piuttosto larghe, mentre le ossa nasali erano solitamente lunghe e la fossa lacrimale relativamente piccola e poco profonda. Le bolle timpaniche erano rigonfie. I denti premolari e molari variavano in altezza a seconda delle specie, e potevano essere a corona bassa (brachiodonti) o moderatamente alta (sub-ipsodonti). I canini erano potenti e allungati; spesso i canini inferiori erano più robusti degli incisivi. Il collo era corto e forte, mentre il tronco allungato era dotato di una gabbia toracica ampia. Le zampe erano corte e massicce, e terminavano in mani e piedi allargati a quattro dita. 

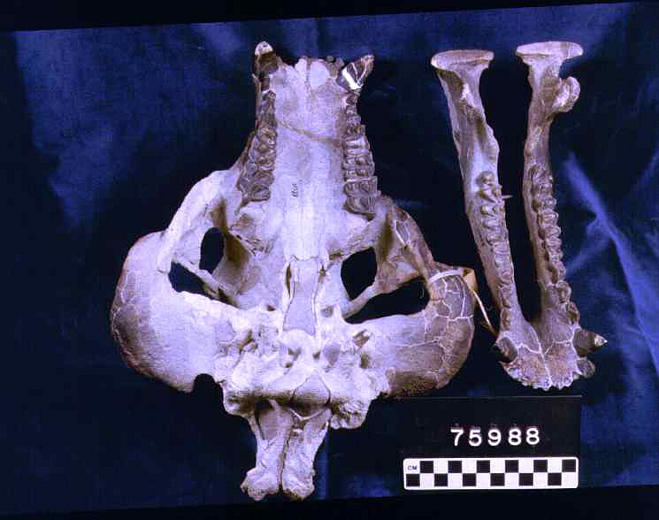
Cranio e mandibola di Promerycochoerus superbus

## Classificazione
Il genere Promerycochoerus venne descritto per la prima volta nel 1901 da Earl Douglass; la specie tipo, P. superbus, venne inizialmente descritta da Joseph Leidy nel 1870; Leidy la attribuì al genere Oreodon (O. superbus). Questa specie, vissuta a fine Oligocene, era molto diffusa e i suoi fossili sono stati ritrovati in numerosi giacimenti di molti Stati Uniti occidentali. In seguito al genere Promerycochoerus sono state attribuite altre specie, come P. carrikeri (anch'essa molto diffusa tra l'Oligocene superiore e il Miocene inferiore) e P. latidens. Al genere Promerycochoerus sono stati ascritti anche i sottogeneri Desmatochoerus (Thorpe, 1921), Parapromerycochoerus e Pseudopromerycochoerus; questi ultimi due sottogeneri, con le specie P. inflatus, P. montanus, P. barbouri e P. macrostegus, sono stati descritti da Schultz e Falkenbach nel 1949.

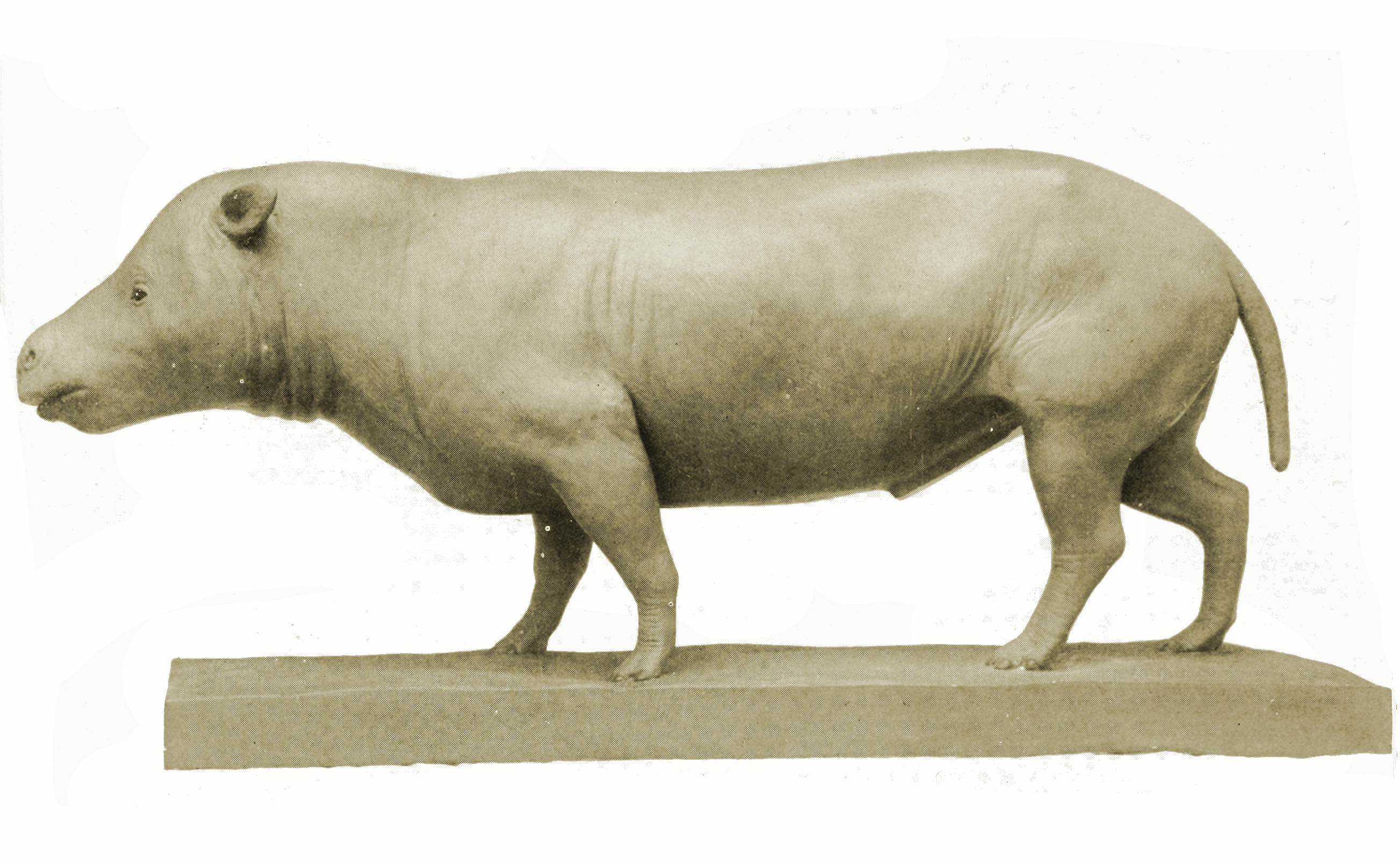
Ricostruzione di Promerycochoerus carrikeri

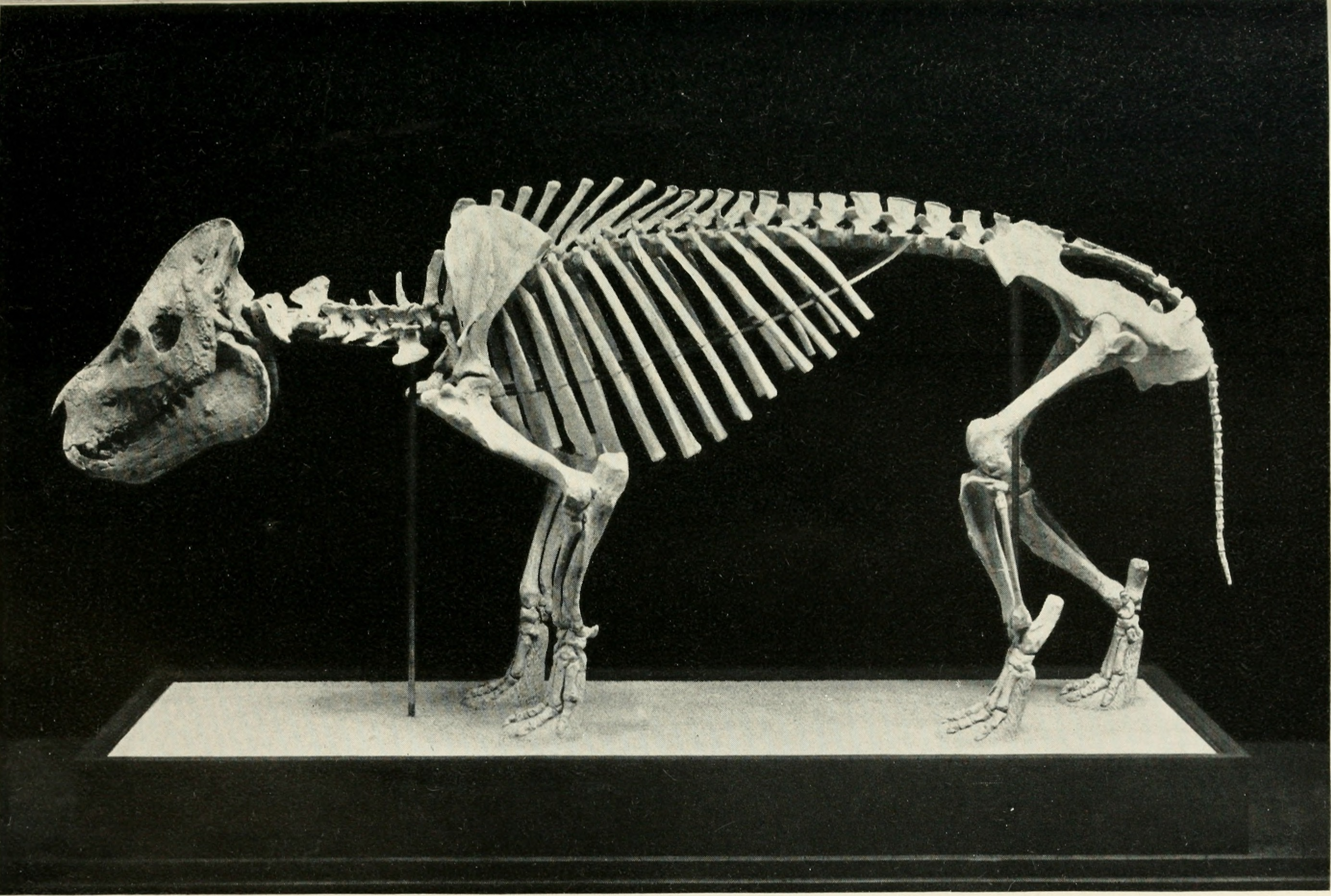
Ricostruzione dello scheletro di Promerycochoerus carrikeri

Promerycochoerus è un rappresentante degli oreodontidi (o mericoidodontidi), un grande gruppo di artiodattili molto diffusi tra l'Oligocene e il Miocene in Nordamerica, dove andarono a occupare numerose nicchie ecologiche. In particolare, Promerycochoerus era un oreodonte piuttosto derivato e specializzato, evolutosi da uno stock basale di oreodonti oligocenici. Un altro oreodonte superficialmente simile, noto come Merycochoerus, non era in realtà strettamente imparentato con Promerycochoerus.

## Paleoecologia
L'aspetto da ippopotamo di Promerycochoerus lo identifica chiaramente come un animale tipico di ambienti semiacquatici. Le labbra forti e prensili, così come la proboscide presente in alcune specie, servivano a Promerycochoerus per strappare la vegetazione presente sulle rive.